# Newton Barry
Pour les articles homonymes, voir Barry.
Newton Ahmed Barry, né le 26 février 1964 à Garango au Burkina Faso, est un journaliste burkinabè. Il est ancien rédacteur en chef du journal L’Événement et ancien président de la Commission électorale nationale indépendante (CENI) du Burkina Faso.   
En novembre 2014, il est candidat au poste de président de la transition, à la suite de la révolution de 2014 au Burkina Faso,.